# Убукеев, Мелис Айткулович
Мелис Айткулович Убукеев (кирг. Мелис Убукеев; 17 апреля 1935, Фрунзе, Киргизская АССР (ныне Бишкек, Кыргызстан) — 27 июля 1996, там же) — киргизский и советский сценарист, режиссёр. Народный артист Киргизской Республики (1991), Заслуженный деятель искусств Киргизской ССР (1979).

## Биография
Потомок Ормон-хана. Родился в семье первого секретаря горкома партии в Таджикистане, в 1937 году репрессированного.
В 1961 году окончил исторический факультет Киргизского госуниверситета, в 1965 году — режиссёрский факультет ВГИКа (1965, мастерская Сергея Герасимова).
В 1960 году его короткометражный документальный фильм «Горная река», снятый на студии «Казахфильм», продемонстрировал язык молодого киргизского поколения.
С 1972 года — режиссёр киностудии «Казахтелефильм», с 1974 года — «Киргизтелефильм». В 1977—1978 годах выпустил семь номеров сатирического киножурнала «Корогоч».
М. Убукеев — один из пионеров кинематографа Киргизии, вместе с Т. Океевым и Б. Шамшиевым участвовал в формировании поколения, которое в Советском Союзе называли «киргизским чудом». Работал в кино и на телевидении.
Первым заметил талант Т. Турсунбаевой и ввёл её в кино. В течение нескольких лет сотрудничал с Национальной академией наук Киргизстана для сбора материала для подготовки к фильму по эпосу «Манас». Однако снять художественный фильм ему не удалось.

## Фильмография
Режиссёр
- 1995 — Вселенная Манаса (документальный)
- 1989 — Последний Манасчи (документальный)
- 1988 — Великий Манасчи (документальный)
- 1981 — Провинциальный роман
- 1974 — Жили-были… (короткометражный)
- Вечерний пригород (Казахфильм, телефильм с 1968 по 1981)
- 1969 — Ак Мёёр
- 1968 — Акын (документальный)
- 1966 — Служу Советскому Союзу (документальный)
- Секрет мелодии
- 1964 — Трудная переправа
- 1960 — Горная река (документальный)

Сценарист
- 1981 — Провинциальный роман
- 1969 — Ак Мёёр (телефильм)

## Награды
- Народный артист Киргизской Республики (1991)[2]
- Заслуженный деятель искусств Киргизской ССР (1979)
- Памятная золотая медаль «Манас-1000» (1995)[3]
- Почётная грамота Кыргызской Республики (1996)[2]
- Фильм «Трудная переправа» награждён дипломом 1 степени на Всесоюзном кинофестивале 1966 года.
- Фильм «Ак Мёёр» награждён премией Всесоюзного кинофестиваля в Ленинграде в 1968 году.